# Eriberto Leão
Eriberto de Castro Leão Monteiro (né le 11 juin 1972 à São José dos Campos) est un acteur brésilien.

## Filmographie
- 2017 - O Outro Lado do Paraíso.... Samuel Fagundes
- 2012 - Guerra dos Sexos.... Ulisses da Silva
- 2012 - A Vida da Gente.... Gabriel
- 2011 - Aventuras do Didi.... Ele mesmo
- 2011 - Malhação.... Ele mesmo[1]
- 2011 - Passions Mortelles (Insensato Coração) : Pedro Brandão[2],[3],[4],[5]
- 2010 - As Cariocas.... Eduardo
- 2009 - Paraíso.... Zeca (José Eleutério Ferrabraz) - Filho do Diabo
- 2009 - Deu a Louca no Tempo.... Alberto
- 2008 - Casos e Acasos.... Cadu
- 2008 - Três Irmãs.... Robinho (Participação Especial)
- 2008 - Casos e Acasos.... Erasmo
- 2008 - Casos e Acasos.... Henrique
- 2007 - Duas Caras.... Ítalo Negroponte
- 2007 - Linha Direta.... Roberto Rodrigues
- 2007 - Amazônia, de Galvez a Chico Mendes.... Genesco de Castro
- 2006 - Sinhá Moça.... Dimas / Rafael
- 2006 - Por Toda Minha Vida.... César Camargo Mariano
- 2005 - Linha Direta.... Capitão Wilson Machado - Bomba do Rio Centro
- 2004 - Sob Nova Direção (ep.: Simpatia Quase Horror) .... Luciano
- 2004 - Cabocla.... Tomé
- 2000 - Marcas da Paixão.... Ivan Barreto
- 1999 - Sandy & Junior.... Luka
- 1998 - Serras Azuis.... Padre Walter
- 1997 - L'amour est dans l'air.... João
- 1996 - Antônio dos Milagres.... Fernando Bulhões/Santo Antônio